# Liên hoan phim Việt Nam lần thứ 22
Liên hoan phim Việt Nam lần thứ 22 là một sự kiện do Bộ Văn hóa, Thể thao và Du lịch Việt Nam phối hợp với Ủy ban nhân dân tỉnh Thừa Thiên - Huế tổ chức từ ngày 18 tháng 11 đến ngày 20 tháng 11 năm 2021, với chủ đề "Xây dựng nền công nghiệp điện ảnh Việt Nam giàu bản sắc dân tộc, hiện đại và nhân văn". Về cơ cấu giải thưởng, ngoài các giải thưởng như thông lệ, lần đầu tiên Ban Tổ chức quyết định trao 2 giải thưởng mới, đó là: Giải Kỹ xảo phim truyện điện ảnh xuất sắc và Giải Đạo diễn phim truyện đầu tay xuất sắc.
Ban tổ chức đã phối hợp với Đài Truyền hình Việt Nam đưa 67 phim dự liên hoan phim phát trên nền tảng số VTVGo, đáp ứng nhu cầu xem phim của khán giả trong bối cảnh dịch bệnh hiện nay. Đêm khai mạc Liên hoan phim diễn ra tại hội trường Kim Long, Khách sạn Silk Path Grand, thành phố Huế và lễ bế mạc tổ chức tại Nhà hát Sông Hương, thành phố Huế, Thừa Thiên Huế.

## Ban giám khảo
Danh sách Ban giám khảo bao gồm:

### Phim truyện điện ảnh
1. Ông Nguyễn Vinh Sơn (đạo diễn, NSƯT) - Chủ tịch Ban giám khảo
2. Ông Đỗ Trường An (nhạc sĩ, NSƯT) - Ủy viên
3. Bà Trương Ngọc Ánh (diễn viên, đạo diễn, nhà sản xuất) - Ủy viên
4. Ông Phạm Việt Thanh (Nhà quay phim, đạo diễn, NSƯT) - Ủy viên
5. Ông Lương Đình Dũng (đạo diễn, Nhà biên kịch) - Ủy viên
6. Bà Nguyễn Thị Hồng Ngát (Nhà biên kịch) - Ủy viên
7. Ông Lý Minh Thắng (đạo diễn) - Ủy viên
8. Ông Phạm Quốc Trung (Họa sĩ thiết kế mỹ thuật, NSND) - Ủy viên
9. Ông Trần Hữu Việt (nhà báo, Trưởng Ban Văn hóa – Văn nghệ, Báo Nhân dân) - Ủy viên

### Phim tài liệu và khoa học
1. Ông Lê Hồng Chương (đạo diễn, NSND) - Chủ tịch Ban giám khảo
2. Ông Nguyễn Quốc Hưng (đạo diễn) - Ủy viên
3. Bà Đặng Thái Huyền (đạo diễn, Thạc sĩ chuyên ngành lý luận - phê bình Điện ảnh và Truyền hình) - Ủy viên
4. Ông Nguyễn Hoàng Lâm (nhà báo, đạo diễn, NSND) - Ủy viên
5. Ông Nguyễn Tường Phương (đạo diễn) - Ủy viên
6. Ông Đoàn Minh Tuấn (nhà biên kịch) - Ủy viên

### Phim hoạt hình
1. Bà Nguyễn Thị Phương Hoa (NSND, đạo diễn) - Chủ tịch Ban giám khảo
2. Ông Lương Xuân Đoàn (Họa sĩ, Chủ tịch Hội Mỹ thuật Việt Nam) - Ủy viên
3. Bà Phạm Sông Đông (Nhà biên kịch) - Ủy viên
4. Bà Tạ Thị Giáng Son (Thạc Sĩ ngành Sáng tác âm nhạc trường Sân khấu Điện ảnh Hà Nội, Phó trưởng khoa Kịch hát dân tộc trường Đại học Sân khấu - Điện ảnh Hà Nội) - Ủy viên

## Giải thưởng

### Phim truyện
Xem thêm: Danh sách phim điện ảnh được giải Bông Sen qua các năm
| Giải thưởng                                                           | Phim                                          | Đạo diễn                                      |
| --------------------------------------------------------------------- | --------------------------------------------- | --------------------------------------------- |
| Bông Sen Vàng                                                         | Mắt biếc                                      | Victor Vũ                                     |
| Bông Sen Bạc                                                          | Bố già                                        | Trấn Thành, Vũ Ngọc Đãng                      |
| Giải Ban giám khảo                                                    | Ròm                                           | Trần Thanh Huy                                |
| Giải Ban giám khảo                                                    | Gái già lắm chiêu V: Những cuộc đời vương giả | Nam Cito, Bảo Nhân                            |
| Giải Ban giám khảo                                                    | Bình minh đỏ                                  | Nguyễn Thanh Vân                              |
| Giải của UBND tỉnh Thừa Thiên Huế dành cho phim bối cảnh quay tại Huế | Mắt biếc                                      | Victor Vũ                                     |
| Giải thưởng                                                           | Đoạt giải                                     | Phim                                          |
| Đạo diễn xuất sắc                                                     | Trịnh Đình Lê Minh                            | Bằng chứng vô hình                            |
| Biên kịch xuất sắc                                                    | Trấn Thành, Bùi Trương Hữu Nhi, Hồ Thúc An    | Bố già                                        |
| Nam diễn viên chính xuất sắc                                          | Tuấn Trần                                     | Bố già                                        |
| Nữ diễn viên chính xuất sắc                                           | Lê Khanh                                      | Gái già lắm chiêu V: Những cuộc đời vương giả |
| Nam diễn viên phụ xuất sắc                                            | Đỗ Nhật Trường (Otis)                         | Bằng chứng vô hình                            |
| Nữ diễn viên phụ xuất sắc                                             | Ngân Chi                                      | Bố già, Nắng 3                                |
| Quay phim xuất sắc                                                    | Nguyễn Vinh Phúc                              | Ròm                                           |
| Quay phim xuất sắc                                                    | Dominic Pereira                               | Mắt biếc                                      |
| Âm nhạc xuất sắc                                                      | Christopher Wong                              | Mắt biếc                                      |
| Thiết kế âm thanh xuất sắc                                            | Peter Mulheron                                | Bằng chứng vô hình                            |
| Họa sĩ thiết kế xuất sắc                                              | Phạm Hùng                                     | Gái già lắm chiêu V: Những cuộc đời vương giả |

### Phim tài liệu
| Giải thưởng                | Phim                        | Đạo diễn                         |
| -------------------------- | --------------------------- | -------------------------------- |
| Bông Sen Vàng              | Ranh giới                   | Tạ Quỳnh Tư                      |
| Bông Sen Bạc               | Phim đỏ                     | Nguyễn Quang Quyết               |
| Bông Sen Bạc               | Ánh sáng của con            | Đỗ Thị Huyền Trang               |
| Giải Ban giám khảo         | Mầm xanh đất lửa            | Nguyễn Diệu Hoa                  |
| Giải Ban giám khảo         | Nữ du kích Sông Hương       | Đào Duy Từ                       |
| Giải thưởng                | Đoạt giải                   | Phim                             |
| Đạo diễn xuất sắc          | Tạ Quỳnh Tư                 | Ranh giới                        |
| Kịch bản xuất sắc          | Nguyễn Hạnh Lê              | Kỳ tích chinh phục một dòng sông |
| Quay phim xuất sắc         | Lê Duy Hồi, Hà Hải Long     | Lá cờ trên Phu Văn Lâu           |
| Thiết kế âm thanh xuất sắc | Chu Đức Thắng, Đào Thị Hằng | Mầm xanh đất lửa                 |

### Phim khoa học
| Giải thưởng                | Phim                          | Đạo diễn                   |
| -------------------------- | ----------------------------- | -------------------------- |
| Bông Sen Vàng              | Điểm mù giao thông            | Triệu Văn Đô               |
| Bông Sen Bạc               | Lũ miền núi                   | Trịnh Quang Tùng           |
| Giải Ban giám khảo         | Ca trù vọng tiếng ngàn năm    | Việt Hương                 |
| Giải thưởng                | Đoạt giải                     | Phim                       |
| Đạo diễn xuất sắc          | Trịnh Quang Tùng              | Lũ miền núi                |
| Kịch bản xuất sắc          | Lê Danh Trường                | Tắc mạch xạ trị            |
| Quay phim xuất sắc         | Công Sơn, Dương Huy, Tuấn Anh | Ô nhiễm trắng              |
| Thiết kế âm thanh xuất sắc | Hữu Bính, Xuân Hương          | Ca trù vọng tiếng ngàn năm |

### Phim hoạt hình
| Giải thưởng                    | Phim                       | Đạo diễn                   |
| ------------------------------ | -------------------------- | -------------------------- |
| Bông Sen Vàng                  | Con chim gỗ                | Trần Khánh Duyên           |
| Bông Sen Bạc                   | Người thầy của muôn đời    | Vũ Duy Khánh               |
| Bông Sen Bạc                   | Ánh sáng không bao giờ tắt | Phạm Hồng Sơn              |
| Giải Ban giám khảo             | Bí mật của khu vườn        | Lê Bình                    |
| Giải Ban giám khảo             | Mái Tơ phúc hậu            | Phạm Ngọc Tuấn             |
| Giải thưởng                    | Đoạt giải                  | Phim                       |
| Đạo diễn xuất sắc              | Trần Khánh Duyên           | Con chim gỗ                |
| Kịch bản xuất sắc              | Bùi Hoài Thu               | Người thầy của muôn đời    |
| Kỹ xảo hoạt hình xuất sắc nhất | Nguyễn Quang Trung         | Mảnh ghép của Rồng         |
| Họa sĩ tạo hình xuất sắc nhất  | Lê Bình                    | Bí mật khu vườn            |
| Họa sĩ diễn xuất xuất sắc nhất | Nhóm họa sỹ của bộ phim    | Người thầy của muôn đời    |
| Âm nhạc xuất sắc nhất          | Đặng Duy Chiến             | Ánh sáng không bao giờ tắt |
| Âm thanh xuất sắc nhất         | Nguyễn Hồng Quân           | Ánh sáng không bao giờ tắt |